# زبان همگانی (فیلم)
«زبان همگانی» (انگلیسی: The Universal Language) فیلم مستند و کوتاه به کارگردانی سام گرین است که در سال ۲۰۱۱ منتشر شد.